# Ho il tuo numero
Ho il tuo numero è un romanzo di Sophie Kinsella, pubblicato nel 2012.

## Trama
Poppy Wyatt è una sprovveduta fisioterapista ventottenne prossima alle nozze con il suo fidanzato Magnus Tavish, un professore universitario. Il giorno del suo addio al nubilato mentre festeggia con le sue amiche al Berrow Hotel, Poppy è distratta dal caos causato dall'allarme antincendio scattato nell'hotel e non si accorge che il suo anello, che aveva prestato alle sue amiche per farglielo provare, è sparito. Quando si rende conto della situazione cerca in tutti i modi di ritrovarlo senza riuscirci. Durante il suo ultimo disperato tentativo di ritrovarlo, mentre sta cercando la linea del telefono fuori dall'hotel per ricevere un importante messaggio, un tizio incappucciato le ruba il cellulare e corre via lasciandola per terra. Poppy è disperata. Oltre ad aver perso il suo anello ora è anche senza cellulare. Rendendosi conto che senza cellulare non ritroverà mai il suo anello, rientra nell'hotel in cerca di un aiuto quando improvvisamente nota un telefonino nuovo in un cestino della spazzatura. Poppy decide così di prenderlo e di farlo suo, dando il suo nuovo numero a tutti i suoi amici e conoscenti. Poco tempo dopo Poppy viene a sapere che il telefono appartiene ad una certa Violet, l'assistente di un ricco manager. Dietro il cellulare c'è l'indirizzo della 'White Globe Consulting' che poi si scopre essere la grande azienda dove lavorava Violet come assistente segretaria. Poppy decide comunque di tenersi il telefono nell'attesa di incontrare Violet, ma al posto della ragazza, Poppy viene a contatto proprio con il giovane capo di Violet, il ricco manager e capo della WGC, Sam Roxton. Poppy si ritroverà a dover dividere il telefono con lui, mentre cerca disperatamente di salvare il suo matrimonio.